# Союз боротьби за визволення робітничого класу

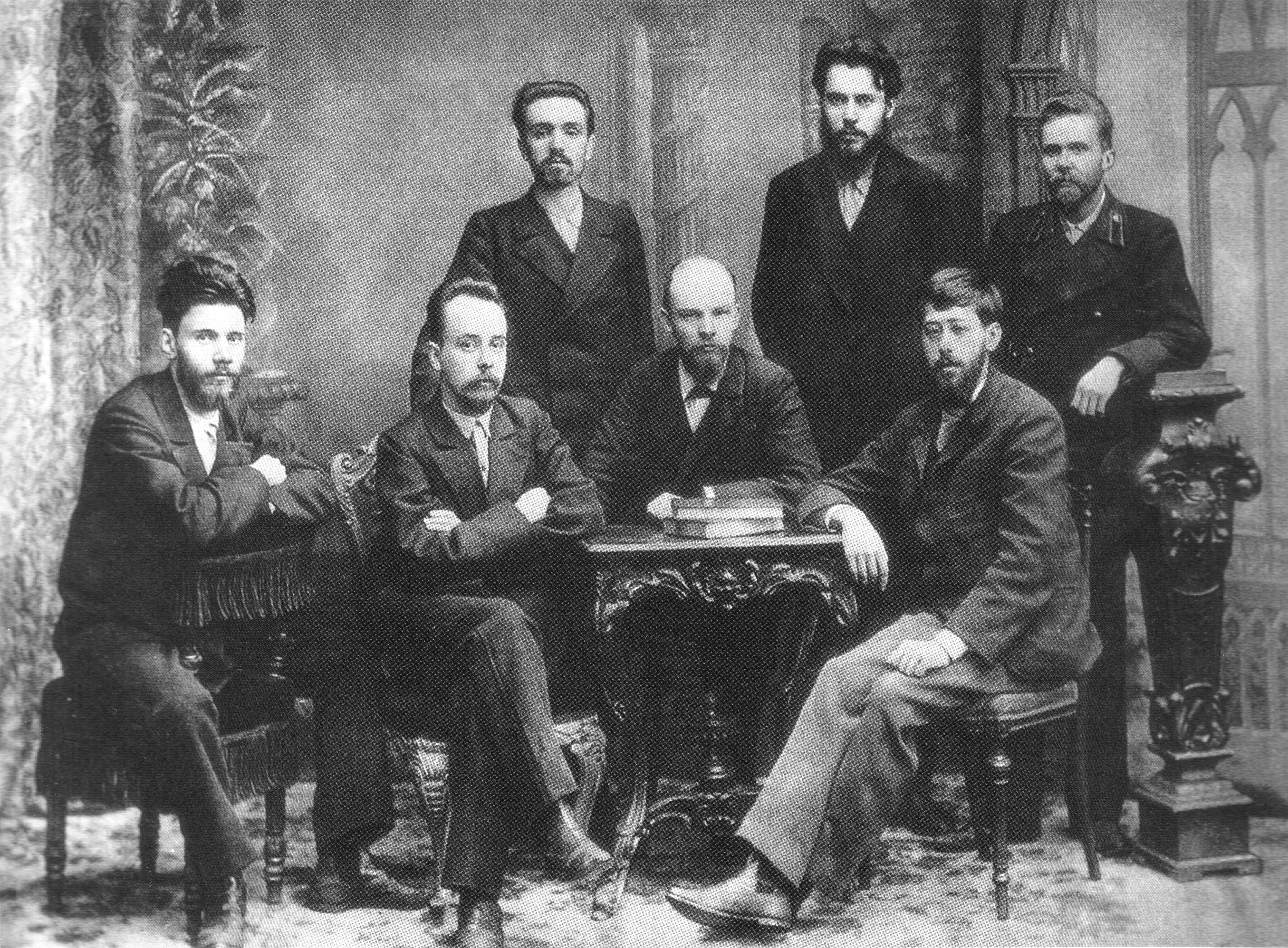
Члени союзу (зліва-направо): стоять — О. Л. Малченко, П. К. Запорожець, А. А. Ванєв; сидять — В. В. Старков, Г. М. Кржижановський, В. І. Ульянов, Ю. О. Мартов. Санкт-Петербург, 1897 рік

Союз боротьби за визволення робітничого класу (рос. Союз борьбы за освобождение рабочего класса; С. б.), російська марксистська організація, що її створив В. І. Ленін 1895 року в Петербурзі "для боротьби робітників проти самодержавства". За прикладом петербурзького Союзу 1897 створено союзи боротьби в Україні: в Києві, Катеринославі, Харкові. З утворенням 1898 року РСДРП союзи боротьби перетворилися на її комітети.